# Kim Jin-ho
Dans ce nom coréen, le nom de famille, Kim, précède le nom personnel.
Kim Jin-ho (née le 1er décembre 1961) est une archère sud-coréenne.

## Biographie
Kim Jin-ho remporte la médaille d'or de tir à l'arc aux Jeux asiatiques de 1978 se tenant à Bangkok. Elle est ensuite sacrée championne du monde aux Mondiaux de 1979 à Berlin.
Elle est championne du monde aux épreuves individuelle et par équipe aux Championnats du monde de tir à l'arc 1983.
Kim Jin-ho dispute les Jeux olympiques d'été de 1984 se tenant à Los Angeles où elle est médaillée de bronze olympique. Après avoir remporté cinq médailles dont trois en or aux Jeux asiatiques de 1986 à Séoul, elle annonce sa retraite sportive le 20 janvier 1987 après 12 ans de compétition, pour devenir professeur à l'Université nationale du sport de Corée.